# Concerto per orchestra (Bartók)
Il Concerto per Orchestra fu composto da Béla Bartók tra il 1942 e il 1943 per la Fondazione Musicale "Koussevitzky", ed eseguito per la prima volta dalla Boston Symphony Orchestra diretta da Serge Koussevitzky, il 1º dicembre 1944.
Bartók compose quest'opera a malincuore, anche a causa della sua salute precaria, nel 1943 presso la residenza di Saranac Lake offertagli dall'Associazione del Compositori Americani. Il Concerto per Orchestra è una forma insolita ma già usata da altri colleghi, come Paul Hindemith e l'amico Zoltán Kodály, che il compositore utilizzò non solo per omaggiare con virtuosismi i membri della Boston Symphony Orchestra, ma anche per richiamare la struttura del concertino barocco.
Bartók stesso fa notare come la struttura sia concepita ad arco: si parte da un primo movimento austero per giungere a un finale allegro e ottimista. 

## Struttura dell'opera

### 1. Introduzione:Andante non troppo
Si apre con un motivo pentatonico introduttivo, eseguito omofonicamente dagli archi abbellito da piccoli passaggi dei legni e dei violini. L'Allegro vivace è in forma-sonata: c'è un primo tema esposto da una fanfara dei tromboni contrapposto a un secondo tema di carattere più elegiaco affidato all'oboe, mentre l'esposizione, più lirica, viene eseguita dal clarinetto e dal corno inglese. Lo sviluppo è rappresentato da un fugato degli ottoni, interrotto dalla ripresa, sempre affidata agli ottoni.

### 2. Gioco delle coppie:Allegretto scherzando
Il nome è riferito all'associazione a coppie dei fiati che svolgono variazioni su un tema preannunciato, in maniera evidentemente bartokiana, dalle percussioni. Le variazioni si sviluppano a intervalli paralleli: i fagotti per seste, gli oboi per terze, i clarinetti per settime, i flauti per quinte e le trombe per seconde. Agli ottoni è affidata la parte centrale in forma di corale bitematico e tripartito (ABA).

### 3. Elegia:Andante non troppo
Questo lamento funebre, in cui i legni e l'arpa si contrappongono agli archi che imitano il tema iniziale rivisto in chiave lugubre, viene risvoltato in un ambito più ottimista dopo un assolo di ottavino che introduce lo sviluppo affidato agli archi.

### 4. Intermezzo interrotto:Allegretto
Viene ancora richiamata l'introduzione iniziale che si lega, con un passaggio affidato ai legni, a una melodia popolare ungherese.
L'interruzione dell'intermezzo è rappresentata da un richiamo alla settima Sinfonia di Šostakovič, eseguita dal clarinetto sopra un accompagnamento meccanico degli archi che richiama sia i primi quartetti di Bartók che forme come la polka e il fox-trot nella ritmica. La parodia del motivo di Šostakovič rappresenta l'avanzata del nazismo in maniera ironica e sbeffeggiata.

### 5. Finale:Pesante - Accelerando al Presto
Anche il finale è in forma-sonata ed è ricco di riferimenti popolari (ne esistono due versioni). Una fanfara di corni anticipa un moto perpetuo affidato agli archi e ai legni che lo riprendono in chiave più bucolica, mentre gli ottoni seguono presentando un altro motivo più trionfale. Questo movimento rappresenta la parte più virtuosistica e "concertante" di tutta la composizione.